# Chaotic Wrestling Tag Team Championship
Il Chaotic Wrestling Tag Team Championship è l'alloro di coppia della Chaotic Wrestling. È stato creato nel 2000.

## Albo d'oro
| Wrestlers | Regni insieme | Data              | Luogo         | Note |
| --- | ------------- | ----------------- | ------------- | --- |
| The Damned Mad Dog & Draven | 1             | 17 settembre 2000 | Worcester     | Sconfissero Derik Destiny e Kid Krazy diventando i primi campioni. |
| One Night Stand Ronnie D. Lishus & Edward G. Xtasy | 1             | 20 ottobre 2000   | Worcester     | |
| Spike Dudley & Kyle Storm | 1             | 23 febbraio 2001  | Revere        | |
| Titolo vacante dopo che Spike Dudley lasciò la promotion firmando per la World Wrestling Federation e Storm si infortunò alla spalla.                            |               |                   |               | |
| One Night Stand | 2             | 21 aprile 2001    | Andover       | Sconfissero Jim the Messenger & Bob Steele nella finale di un torneo. |
| Little Guido Maritato & Luis Ortiz | 1             | 10 agosto 2001    | Lynn          | |
| Edward G. Xtasy (3) & Aron Stevens | 1             | 13 ottobre 2003   | N. Smithfield | |
| 12 Pack Vince Vicallo & John Walters | 1             | 14 dicembre 2001  | Lawrence      | |
| Adam Booker & Frankie Armadillo | 1             | 13 luglio 2002    | Lawrence      | |
| Attrition Studd & Angers | 1             | 11 gennaio 2003   | N. Andover    | Sconfissero Armadillo & Arch Kincaid, sostituto dell'infortunato Adam Booker. |
| Brian Black & Mighty Mini | 1             | 23 agosto 2003    | S. Portland   | |
| The Lost Souls Brian Buffet & Peter Mulloy | 1             | 5 dicembre 2003   | Metheun       | |
| Brian Black & Mighty Mini | 2             | 12 marzo 2004     | Metheun       | |
| The Lost Souls | 2             | 2 aprile 2004     | Metheun       | |
| Pretty Psycho Handsome Johnny & Psycho | 1             | 25 giugno 2004    | Lowell        | Vinsero i titoli in un 7-Team Gauntlet Match contro Mulloy & Brian Buffet, Bryan Logan & Ted Logan, Matthew Evagrius & Chase Del Monte, Omega Security, Clinically Inclined (Dr. Heresy & Andre Lyonz) and Shawn Donovan & Roman. |
| The Valedictorians Billy Bax & Rob Eckos | 1             | 19 novembre 2004  | Lowell        | |
| Pretty Psycho | 2             | 8 gennaio 2005    | Lowell        | |
| The Logan Brothers Matt & Bryan Logan | 1             | 4 aprile 2005     | Lowell        | |
| Intellectual Properties Max Bauer & Arch Kincaid | 1             | 9 dicembre 2005   | Metheun       | |
| The Logan Brothers | 2             | 21 aprile 2006    | Metheun       | |
| Intellectual Properties | 2             | 30 giugno 2006    | Metheun       | |
| Jason Blade & Kid Mikaze | 1             | 20 ottobre 2006   | Lowell        | |
| Big BusinessMax Bauer & Alex Arion | 1             | 30 marzo 2007     | Lowell        | |
| Jason Blade & Kid Mikaze | 2             | 18 maggio 2007    | Lowell        | |
| The Blowout Boys Danny E. & Tommy T. | 1             | 10 agosto 2007    | Lowell        | |
| Rick Fuller & Darren Young | 1             | 27 giugno 2008    | Lawrence      | |
| The Empire Brian Milonas & Sledge | 1             | 7 novembre 2008   | Lowell        | |
| Brian Fury & Mikaze | 1             | 6 febbraio 2009   | Lowell        | |
| The Blowout Boys | 2             | 1º maggio 2009    | Lowell        | |
| The Logan Brothers | 3             | 29 maggio 2009    | Lowell        | |
| The Blowout Boys Danny E. & Vinny E. | 1             | 9 aprile 2010     | Woburn        | |
| The Logan Brothers | 4             | 10 aprile 2010    | Lawrence      | |
| République Kongo & Fala | 1             | 18 giugno 2010    | Lowell        | |
| Matt Logan (5) & Julian Starr | 1             | 12 novembre 2010  | Woburn        | |
| Titolo vacante il 21 gennaio 2011 quando Bryan Logan ritornò dall'infortunio e si riunì a Matt mentre Chase del Monte si riunì con il suo partner, Julian Starr. |               |                   |               | |
| The Logan Brothers | 5             | 11 febbraio 2011  | Lowell        | Vinsero i titoli vacanti in un Triple Treath Tag Team Match che includea anche Chase Del Monte & Julian Starr e Kongo & Fala. |
| Titolo vacante nell'ottobre 2011. |               |                   |               | |
| République | 2             | 21 ottobre 2011   | Lowell        | Kongo e Fala sconfissero Aaron Stride & Chris Steeler, Frankie Arion & Nick Westgate e Taka Suzuki & The East Coast Cowboy vincendo i titoli.                                                                                     |
| The Logan Brothers | 6             | 30 marzo 2012     | Lowell        | |
| Infliction Gino Martino & John Poe | 1             | 30 novembre 2012  | Woburn        | |
| The Logan Brothers | 7             | 1º marzo 2013     | Lowell        | |